# Dody Westonová Thompsonová
Dody Westonová Thompsonová (nepřechýleně Dody Weston Thompson; 11. dubna 1923 – 14. října 2012) byla americká fotografka a kronikářka historie a fotografického řemesla 20. století. Umění se naučila v roce 1947 a vyvinula svůj vlastní výraz „přímé“ neboli realistické fotografie, stylu, který se objevil v severní Kalifornii ve 30. letech 20. století. Dody koncem čtyřicátých a padesátých let úzce spolupracovala se současnými ikonami Edwardem Westonem (její bývalý tchán), Brettem Westonem (její bývalý manžel) a Anselem Adamsem (jako asistentka a přítelkyně) a v 80. letech 20. století opět více spolupracovala s Brettem Westonem.
Dody byla v roce 1949 pozvána k umělecké účasti se zbývajícími členy fotografické organizace Skupiny f/64, bašty vznikajícího hnutí West Coast Photographic Movement propagující přímou fotografii. V roce 1950 byla také jedním ze zakládajících členů neziskové organizace, která v roce 1952 vydávala fotografický časopis Aperture, do kterého také přispívala. V roce 1952 byla vyznamenána prestižní cenou Alberta M. Bendera (na Západě neformálně známou jako „Malý Guggenheim“), která financovala roční práci ve fotografii. Její fotografická tvorba je zastoupena v desítkách muzeí a soukromých sbírek i v mnoha fotografických knihách a časopisech. Zúčastnila se také několika samostatných a skupinových výstav od roku 1948 do roku 2006 ve Spojených státech a Japonsku.
Dody psala komentáře k historii fotografie a technikám současných fotografů se zaměřením na umělecký odkaz Edwarda Westona a jeho syna Bretta Westona. Její články se objevily v mnoha fotografických knihách a časopisech od roku 1949 do roku 2003. Její dovednost v literární kritice byla zdůrazněna v kapitole o spisovatelce Pearl S. Buckové v knize American Winners of the Nobel Literary Prize z roku 1968.

## Životopis

### Raný život a dílo (1923–1944)
Dody – přezdívka z dětství, kterou sama přijala – se narodila jako Dora Harrisonová 11. dubna 1923 v New Orleans. Oba její rodiče měli vliv na její pozdější kariéru jako první. Povolání Abrahama Harrisona jako filmaře nabídlo Dody první seznámení s pohledy, zvuky a vůněmi filmového zpracování. Známý jako Harry Harrison byl nejprve hráčem menší ligy, pak novinářským fotografem a nakonec producentem slavných Fox Movietone News, krátkých zpráv a sportovních týdeníků, které se hrály od roku 1928 do roku 1963 v kinech před celovečerními filmy.
Hilda Rosenfieldová Harrisonová byla srdcem umělkyně a obklopovala se kreativními přáteli ze slavné francouzské čtvrti New Orleans. Po Hildině rozvodu s Harrym Dody vždy považovala svou matku za silný vzor – nezávislou, vážící si umění a tvrdě pracující, aby si vydělala na živobytí.
Když byla Dody teenager v New Orleans, byla vystavena piktorialismu. Mezi její matčin okruh spolupracovníků patřil experimentální a avantgardní fotograf Clarence John Laughlin. Jeho umění vykazovalo silný impresionistický styl. Čtrnáctiletá Dody byla často nucena stát jako modelka i jako pomocnice, která mu nosila rekvizity a fotografické vybavení. Laughlinovy fotografie byly považovány za jedinečné, protože byly často pózovány na hřbitovech v New Orleans – krásné, ale děsivé. Jedno z jeho nejznámějších děl zobrazuje surrealistickou tvář Dody ukrytou za maskou nad hřbitovem.  

### Expozice a zkušenost v umění
Ranou vášní Dody bylo herectví, anglická literatura a poezie. Její herecká kariéra začala ve třech letech, když Hilda rozpoznala talent své dcery a přihlásila ji do dětského divadelního kroužku, se kterým dalších 10 let objížděla veřejné školy. Na začátku druhé světové války, když byla Dody teenager, se objevila v mnoha divadelních hrách v New Orleans a vždy byla špičkou v divadelních recenzích. Našla ranou tvůrčí mezeru.
Dody byla okouzlující kráska – typická hvězdička – vysoká, štíhlá, nápadně velké modré oči, s půvabným chováním a pohybem. Všichni, kdo ji znali jako mladou ženu, předpovídali, že z ní bude zářivá hvězda na Broadwayi. Mnoho vynikajících recenzí jejího herectví vedlo k letnímu stipendiu pro Dody v divadle New London Theatre v New Hampshire. Aby doplnila své zkušenosti z východního pobřeží, cvičila také vystupování v rádiu na stanici ve Springfieldu v Connecticutu, kde doplňovala své rozsáhlé herecké zázemí.
Dar Dody vidět prosté krásy přírody sahá až do letních divadelních měsíců ve White Mountains v New Hampshire. Syrové, nezkrocené výhledy zanechaly v mladé ženě i její budoucí kariéře trvalý dojem. Dody pokračovala v rozvoji svých dalších uměleckých dovedností jako obor drama a poezie na Sophie Newcomb College na Tulane University v New Orleans v roce 1940.
Na naléhání své matky Dody přestoupila na inovativní uměleckou školu Black Mountain ve venkovské, majestátní Severní Karolíně, kde byla studentkou v letech 1941 až 1943. Využila této jedinečné umělecké příležitosti a užila si svobodu kreativity, která podtrhla zážitek z Černé hory (Black Mountain).
Mnoho členů učitelského sboru byli muži a ženy, kteří v Berlíně založili revoluční hnutí Bauhaus. Bauhaus se vyznačoval klasickou, nefalšovanou, čistou strukturou. Zdůrazňované barvy byly černá, bílá, šedá a béžová. Jednoduchost a funkčnost byly dalšími klíčovými slovy. A v úchvatných kopcích Severní Karolíny byla opět ponořena do čisté přírody. Dody se experimentovala s novými způsoby, jak vidět jednoduchost prostřednictvím různých uměleckých médií, kterým byla vystavena.

### Fotografie (1944–1949)
Dody se v roce 1944 rozhodla provdat za tulanskou lásku Billa Diffenderfera. Pár opustil New Orleans a zamířil do San Francisca, kde trávil čas během druhé světové války. Cílem Dody v tuto chvíli bylo najít způsob, jak si vydělat na živobytí v neznámém prostředí.
Charakterizovala se jako „uniklá jižanka“ a získala – s úvodem od své matky – pozici v San Franciscu jako výzkumná pracovnice a spisovatelka pro West Coast Office of War Information. Dody připisuje této práci zásluhy za její schopnost syntetizovat obrovské množství suchých dat do působivých a plynulých uměleckých slov. Tato dovednost se stala charakteristickou pro její pozdější psaní.
Pracovala také jako nýtovačka v Kaiser Shipyards v Richmondu v Kalifornii v záliv nedaleko San Francisca. Zcela náhodou byli v roce 1944 najati časopisem Fortune fotografové Ansel Adams a Dorothea Langeová, aby zdokumentovali 24hodinovou pracovní směnu dělníků v loděnicích. Jednoho odpoledne, když odcházela ze směny, si všimla muže, který „pracoval pod černou látkou s velkým fotoaparátem na stativu“. O několik let později, když pracovala pro Ansela, viděla jeho fotografii zástupu žen sestupujících po schodech loděnice a mezi davem poznala svou vlastní tvář.
V roce 1946 se válečné manželství Dody rozpadlo a ona se rozvedla. Ještě v roce 1946 se provdala podruhé, za umělce Philipa Warrena. Bohužel se Warren hluboce oddal náboženskému hnutí v San Franciscu. Musela se rozhodnout buď tuto skupinu přijmout, nebo opustit manželství. Pár se rozešel a Dody si našla vlastní místo v San Franciscu a začala zkoumat svůj další životní krok.
Dody, přirozeně přitahovaná uměním, se začátkem roku 1946 zúčastnila retrospektivy Edwarda Westona organizované Beaumontem a Nancy Newhallovými pro San Francisco Museum of Modern Art. Naprosto ji uchvátil nápaditý, naturalistický styl rodícího se fotografického trendu západního pobřeží. Dody následně objevila Edwardovu knihu California and the West (1940). Rozhodla se, že se vyučí řemeslu, kterému byla vystavena jako mladá dívka.
Poté v roce 1947, ve věku 24 let, vyhledala Edwarda Westona. Na letní dovolené, Jela ze San Franciska na pláž poblíž jeho ateliéru v Carmelu, uvažuje o tom, jak by možná přivolala nervy, aby ho kontaktovala. Podle vlastních slov v soukromém deníku napsala: "dostala jsem odvahu. Než to mohlo odliv, našla jsem veřejný telefon a vytočila " - a dosáhla samotného Edwarda. Edward, zaujatý jejich společným zájmem o fotografii, požádal Dody, aby se s ním setkala za hodinu.
Poté, co dorazila do jeho překvapivě skromného studia, ukazoval jí, podle jejích memoárů, jeden výtisk fotografií vyvolaných platinotypií za druhým. O několik let později soukromě napsala: „Nikdy jsem neviděla nic jako tyto fotografie. Vyzařovala z nich nádherná kvalita světla. Některé zářily jako perly, jiné se třpytily jako diamanty. Kromě jejich námětu by je bylo možné užít pouze pro toto.“ Dody popsala toto setkání jako „svoji první ohromující lekci fotografie“.
Weston se zmínil, že právě toho rána napsal dopis Anselu Adamsovi a hledal někoho, kdo by se chtěl naučit fotografovat výměnou za nošení jeho objemného velkoformátového fotoaparátu a poskytnutí tolik potřebného automobilu. U Edwarda se rozvíjela Parkinsonova choroba a fyzická náročnost profese pro něj byla náročná. To byla éra těžkých, dřevěných velkoformátových kamer s doprovodnými stativy, objektivy, řezaným filmem, držáky na filmy, filtry a čisticími prostředky – to vše v terénu. Dody měla žízeň po fotografování, měla silné tělo, aby mohla nosit vybavení, a do Carmelu přijela vlastním autem. Došlo k rychlému setkání kreativních myslí. Po zbytek roku 1947 až do začátku roku 1948 Dody o víkendech dojížděla ze San Francisca, aby se od Westona naučila základy fotografie.
Edward povzbudil Dody, aby se stala portrétní fotografkou, aby si sama vydělala, jako to on sám dělal ve své rané kariéře. Otevřela si malé studio v San Franciscu a její solidní portrétní práce odstartovala její pověst fotografky.
Počátkem roku 1948 se přestěhovala do „Bodie House“, chaty pro hosty pojmenované po svých kamnech na dřevo v areálu Edward's Wildcat Hill, jako jeho asistentka na plný úvazek.   Dody pomáhala Edwardovi v temné komoře a naučila se základní dovednosti rozpoznávat jeho tisky – proces, jak odstraňovat nedokonalosti z fotografií a učinit je bezchybnými. Na Edwardovu radu si pořídila svůj vlastní fotoaparát – dřevěný velkoformátový fotoaparát Agfa Ansco 5x7” – a začala fotografovat panoramatické pobřeží Karmelu a jeho jemné spleti.
V roce 1949 její pověst upoutala pozornost Ansela Adamse. Slavnému fotografovi rok asistovala během fotografické expedice v Yosemitském národním parku a poté v jeho studiu v San Franciscu. Dody se naučila jeho slavný zonální systém — jeho systematickou metodu pro přesné definování vztahu mezi způsobem, jakým fotograf vizualizuje fotografický předmět (určuje expozici filmu) a konečným produktem (vyvolání filmu). Pozorovala také, jak Ansel výrazně zlepšil standardy reprodukce tisku.
Po zkušenostech v Anselových studiích se Dody vrátila do Wildcat Hill. Kolem jídelního stolu Edwarda Westona se scházelo mnoho slavných a špičkových fotografů, umělců a básníků.
Později Dody vytvořila fotografickou sbírku doplňující verše Emily Dickinsonové, její oblíbené básnířky. Ačkoli toto dílo nebylo publikováno, slouží jako pocta lásce Dody k poezii a ukazuje její schopnost spojit fotografii s textem.

### Zlom kariéry (1949)
Rok 1949 byl pro Dody profesně klíčový rok. Byla přizvána k umělecké účasti se zbývajícími členy prestižní organizace Skupina f/64. Skupina byla sdružením sanfranciských modernistických umělců, kteří stáli v čele přímé fotografie. Společnost založená v roce 1932 Williamem Van Dykem a Anselem Adamsem, navrhla pojmenování skupiny podle clony f/64, což je nastavení objektivu, které umožňuje mít ostrý každý prvek na snímku.
Raná fotografická tvorba Dody pak začala být vystavována, nakupována a zastupována v řadě muzeí a soukromých sbírek, včetně Santa Barbara Museum of Art (1949) nebo Chicago Institute of Design (1950).
Dody byla poslední fotografickou asistentkou Edwarda Westona a zůstala mu velmi blízko během posledních jedenácti let jeho života, když bojoval s Parkinsonovou chorobou. Poslední fotografie, které kdy Edward Weston pořídil, byly detailní záběr na plážové kameny s škádlivým podtitulem „Dody Rocks“ a portrét Dody s balvany v Point Lobos v Kalifornii na pozadí (1948).  

### Psaní a vliv na dějiny umění
Weston rozpoznal Dodyin značný spisovatelský talent a pověřil ji, aby v roce 1949 vytvořila předmluvu k dílu My Camera on Point Lobos, čímž zahájila svou plodnou spisovatelskou kariéru.  Požádal ji také, aby pro tuto publikaci upravila části jeho slavných Day Books – jeho intimní deníky podrobně popisující jeho vyvíjející se fotografii a komentáře o jeho blízkých osobních vztazích (1950).
Dody byla také spoluzakladatelkou významného časopisu Aperture, vysoce kvalitního časopisu pro profesionální fotografy, který publikoval ty nejlepší snímky a profiloval nejuznávanější umělce v oboru.  Po dvou letech příprav vyšlo na jaře 1952 první číslo s Dody jako přispívající redaktorkou.
Časopis byl pojmenován podle velikosti otvoru v objektivu fotoaparátu (clony), který určuje, kolik světla dopadá na film. Číselná nastavení vytištěná na tubusu objektivu při výběru mění velikost otvoru objektivu; které je známé jako clona. Čím vyšší číslo, tím menší otvro a tím více je scéna ostrá. Je tak řízena hloubka ostrosti a umožňuje manipulaci se způsobem zachycení scény.
Dody pokračovala v rozsáhlém psaní na témata fotografie a výtvarného umění (viz bibliografie). Slavná fotografka Paula Chamlee obdivuje nadaný styl psaní Dody a poznamenává, že její publikovaná díla „velmi významným a významným způsobem přispěla k historii fotografie“. 

### Fotografické hnutí The West Coast Photographic Movement
Slavní umělečtí fotografové tohoto hnutí (také známého jako Straight photography) zaujali realistický přístup k zobrazování. Vytvářeli ostré fotografie přirozených amerických západních objektů a scenérií, dovedně komponovali s jemnými tóny, světlem a texturou. Tento přístup byl zcela radikální. Od roku 1910 do počátku 30. let byl dominantním stylem piktorialismus východního pobřeží, ve kterém byly objekty fotografovány s oparem a gázou před objektivem, aby se záměrně rozmazal obraz pro efekt měkkého zaostření. Cílem bylo napodobit impresionistické obrazy. Se vznikajícím hnutím West Coast Movement již fotografie nenapodobovala malbu a rozvíjela se jako samostatná umělecká forma. Nové hnutí se v 50. letech 20. století rozšířilo jako požár, když umělci ze západního pobřeží prosazovali používání přírodních forem prostředí a jasnosti detailů – v té době velmi neotřelých konceptů.
Blízcí přátelé Dody a kolegové byli průkopníky realistické fotografie i současní umělci: Minor White, Charis Wilsonová (druhá manželka Edwarda Westona a slavná modelka jeho fotografických aktů), Paul Strand, Dorothea Langeová, Wynn Bullocková, Don Ross, Ruth Bernhardová, Willard Van Dyke, Nata Piaskowski, Beaumont Newhall a Nancy Newhallová a umělci Georgia O'Keeffe, Morris Graves a Jean Charlot a jeho manželka Zohmah Charlotová.

### Manželství s Brettem Westonem (1952)
Theodore Brett Weston (1911–1993) vyvinul pro své fotografické řemeslo abstraktnější lesk. Sloužil v Signal Corps v New Yorku během druhé světové války a poté se vrátil do města Carmel, aby žil nejprve ve Wildcat Hill a později v roce 1948 v Garrapata Canyon (10 mil jižně od Wildcat Hill), aby pracoval v temné komoře svého otce a pracoval na svých vlastních fotografiích. On a Dody se navzájem poznali, protože pracovali na fotografických projektech a společně si užívali rodinná jídla. Brett chápal, jak má Edward Dody rád, a proto se zpočátku držel v uctivé vzdálenosti, ale v březnu 1950 spolu s Dody začali chodit a Dody se přestěhovala do Brettova domu v Garrapata Canyonu.
V roce 1951 Ansel požádal Dody a Bretta, aby spolupracovali s programem podpory umělců společnosti Polaroid Corporation na testování jeho nejnovějšího samovyvíjejícího fotoaparátu Polaroid 95 Land Camera a filmu Type 40. Tento první instantní fotoaparát vytvářel tisky v sépiových tónech, které se vyvolaly během jedné minuty. Pár se vydal na fotografické safari z Kalifornie do New Yorku. Jejich výsledná tvorba byla základem reklam na kameru, objevujících se v mnoha současných populárních časopisech.
Díky zkušenostem z dobré spolupráce pokračovaly cesty k velkému úspěchu. Oba pořídili některé ze svých nejlepších fotografií v White Sands v Novém Mexiku v roce 1952. Dody během té cesty vyfotografovala Bretta v Dunes. Toho roku také fotografovalo v Carmel Valley. Pár spolupracoval na několika projektech a vzájemně se doplňovali – jeho fotografie a její dobře napsaný komentář.
Stav Edwarda Westona neustále upadal v důsledku Parkinsonovy choroby a nebyl schopen shromáždit 100 svých nejlepších výtisků pro své portfolio k 50. výročí v roce 1952. Dody pomohla vyrobit 8 250 výtisků z Edwardových prvotřídních 825 negativů pro tuto sbírku.  Na přední předsádku Dody kopie portfolia k 50. výročí Edward láskyplně napsal: "Pro Dody, která tiskla, zpocená a zašpiněná, aby se toto portfolio stalo jejím Portfoliem-Lásky navždy-Edward."
Dody a Brett se nakonec vzali v Point Lobos v Carmelu v Kalifornii dne 6. prosince 1952.  I když se Dody po svatbě s Brettem stala profesionálně známou jako Dody Westonová, rozhodla se podepisovat své dílo jednoduše jako „Dody“. Dody později popsala, jak těžké pro ni a Bretta bylo přežít jako kreativní umělci: "Nikdy jsme nevěděli, odkud přijde další hrnec fazolí, ale vždy se nějak objevil."

### Fotografická kariéra (1953–1955)
Fotografická kariéra Dody odstartovala v roce 1952, kdy se stala jednou ze dvou fotografických vítězek prestižní ceny Alberta M. Bendera (na Západě neformálně známé jako „Malý Guggenheim“), která financovala roční práci ve fotografii.  Byla druhou fotografkou, která vyhrála cenu kromě Ansela Adamse, který dostal tu čest v roce 1946. Dody se zaměřila na fotodokumentaci Edwardova tvůrčího prostředí v Carmelu a také jedinečného domova a okolí blízkého přítele a nervózního malíře ze západního pobřeží Morrise Gravese.
V letech 1954–1955 byla Dody a fotografka Nata Piaskowski kurátorkami průkopnické výstavy s názvem Perceptions — galerijní expozice organizovaná kolektivem fotografů z oblasti San Francisco Bay. Přehlídku sponzorovalo San Francisco Museum of Art. Tento umělecký projekt navrhl slavný architekt a fotograf Donald Ross. Perceptions byly vystaveny ve Smithsonian Institution a v zahraničí.
Bohužel, manželství Dody s Brettem se v roce 1955 stalo neuspokojivým a Dody se přestěhovala do Los Angeles. Po nezdařeném pokusu o u smíření na začátku roku 1956 se nakonec v roce 1957 rozvedli. Dody se natrvalo přestěhovala do jižní Kalifornie, kde hledala kreativní projekt. V letech 1956 až 1960 našla zaměstnání jako dokumentární konzultantka, výzkumnice, spisovatelka a členka štábu u hollywoodského producenta Lou Stoumena.
Mezi její filmové tituly patří dokumentární film The Naked Eye (1956), nominovaný na cenu filmové akademie, vyzdvihující Edwardovu práci. Získala uznání také za Stoumanův dokumentární krátký film oceněný Oscarem The True Story of the Civil War (1957), který hojně využíval statické fotografie slavného fotografa občanské války Mathewa Bradyho.

### Plavba po jižních mořích (1958)
V roce 1958 se upsala pro vzrušující příležitost na palubě škuneru Wanderer herce Sterlinga Haydena jako asistentka filmaře. Hayden, uprostřed velmi ošklivého veřejného rozvodu, se dostal do titulků novin tím, že v rozporu se soudními příkazy vzal na cestu dvě ze svých čtyř dětí. Posádka se plavila ze Sanfranciského zálivu na Tahiti, kde Hayden plánoval natočit film.
V té době, po třicítce, si s sebou na Tahiti vzala menší lehký, ruční fotoaparát (pravděpodobně Yashica Copal Yashicaflex TLR), který používala s menší frekvencí až do roku 1977, a přidala do svého fotografického repertoáru barevný film. Její série South Seas je plné fascinujících fotografií Poutníka, fotografií ze života na palubě lodi, barevných tisků tahitských žen a dětí a jedinečných artefaktů na pobřeží.
Film se však neuskutečnil a podle poznámek Dody US Camera vytiskla její fotografie ráje v roce 1961. Dody pokračovala ve focení černobílé fotografie až do roku 1966. Byla požádána, aby napsala kapitoly o slavné spisovatelce Pearl Buckové pro americké laureáty Nobelovy ceny za literaturu, která vyšla v roce 1968.

### Barevná fotografie (1970–1991)
Kariéra Dody v barevné fotografii byla nutností. "Moje tělo nařídilo: nenést žádnou váhu." Měl to být kinofilmový fotoaparát nebo nic. Musela jsem změnit své standardy, nebo se vzdát fotografování. Dokonce jsem si mezi mnoha značkami vybrala fotoaparát, jehož broušený objektiv se nejvíce přibližoval vzhledu těch ve větších fotoaparátech.“
Nakonec si vybrala Olympus 35mm, který se stal jejím stálým společníkem po celá její pozdější léta. Ruční kamera byla „navržena pro akci. Ale držela jsem se toho, jak jsem měla radost z toho, že jsem mohla vidět... a teprve když jsem dorazila do Benátek – zranitelných, trouchnivějících, nádherných Benátek – nakonec jsem podlehla svodům barev... barevně odvážné; barva jemná, nuance; skutečný barevný hrnec."
Některé z nejúžasnějších jejích barevných fotografií jsou slavné gondoly na Canal Grande v Benátkách. V osobní poznámce ve svém deníku, který si vedla v Itálii (1977), napsala: „Zvlášť jsem propadla gondolám, ne jako řemeslu, ale jako uměleckým předmětům... sochařským dílům“... zachytila je skvěle. 
Její cesty na Havaj, do Itálie, Francie, Mexika a Japonska jí umožnily vytvořit některé z jejích nejznámějších barevných fotografií.

### Partnerství s Danielem M. Thompsonem (1960–2008)
Počátkem roku 1958, předtím, než Dody odjela do jižního Pacifiku, potkala Daniela Michela Thompsona, ředitele letecké společnosti, sochaře a malíře a spisovatele o životním prostředí. Vzájemní přátelé je pozvali na večeři do Los Angeles a zjistili, že jejich osobnosti a zájmy jsou kompatibilní. Bylo pro ni těžké rozhodnout se odjet na Tahiti a odloučit se od Dana. Chodili spolu dva roky a pak se v listopadu 1960 vzali. Následovalo skvělé partnerství a Dan pomáhal zkoumat a upravovat její spisy v průběhu příštích 40 let.
Během této fáze její kariéry byla její fotografie známá pod profesionálním jménem Dody Westonová Thomsonová. Dody přispěla k článku z roku 1965 v Aperture Monograph editovaném Nancy Newhallovou: Edward Weston, Photographer.  Její hlavní písemnou prací byla její osobní vzpomínka na Edwarda Westona s názvem „Edward Weston: A Memoir“ publikovaná v kanadském časopise Malahat Review v roce 1970 a v roce 1972.  
Jak se okruh přátel a rodiny páru rozrůstal, Dody si vybudovala reputaci pro své gurmánské kuchařské umění v Louisianě, které má kořeny v jejím jižanském dětství. Ona a Dan uspořádali mnoho nezapomenutelných večeří v jejich domě v Los Angeles.

### Pozdější roky: psaní, přednášení a výstavy (1980-2006)
Jak Dody dospívala, fyzické úskalí aktivních fotografických expedic bylo příliš obtížnější podstoupit a její profesionální kariéra se přesunula k psaní, vystavování a přednášení. Dody strávila poslední aktivní desetiletí vystavováním svých fotografií, prací na dokumentárních projektech, psaním o fotografii a odkazu Edwarda Westona a přednášením na mnoha vysokých školách, uměleckých muzeích a institucích výtvarného umění.
Dody pořídila svou poslední černobílou fotografii v roce 1966 a svou poslední barevnou fotografii mokrých řas na skále přílivového bazénu v Point Lobos v roce 1997. Její poslední výstava a vystoupení na veřejnosti se uskutečnilo na Los Angeles Valley College v roce 2006 jako součást retrospektivního filmu Perceptions, Bay Area Photography, 1945-1960, jehož kurátorem byl Dennis Reed. Dody přednesla úvodní přednášku a její fotografie White Dune č. 1 byl vystaven jako součást výstavy. Reed hlásí, že Dody mu pomohla s instalací. Kariéra Dody se tak prodloužila na 59 let (1947-2006).
Nejvýznamnějším článkem, který během tohoto období napsala, byl „West Coast '50s“ o fotografickém hnutí na západním pobřeží, který byl publikován v Exposure Magazine v roce 1981.  Její poslední článek uvažující o trvalém přínosu Edwarda Westona se objevil ve Weston: Life Work (2003).
Ze všech mnoha sympozií, kterých se zúčastnila, byl nejvýznamnější panel v květnu 1998 v San Franciscu, „Through Another Lens: A Historical and Critical Look at California Arts Photography in the 1930 & 40s“. Na tomto hvězdném fóru byli Dody, Charis, Cole (nejmladší syn Edwarda Westona) Rondal Partridge (syn fotografky Imogen Cunninghamové) a Seema Weatherwax (bývalá asistentka Ansela Adamse).
V roce 2006 obdržela Certifikát uznání od zákonodárného sboru státu Kalifornie za přínos výtvarnému umění, historii fotografie a jako zakladatelka časopisu Aperture.

## Komentáře jiných fotografů
Současný fotograf Merg Ross, syn fotografa Dona Rosse, komentoval dvě kariéry Dody v černobílé i barevné fotografii. Její černobílé fotografie nazývá „její klenoty na koruně... jemné, citlivé, dobře komponované silné obrazy“.  Rossova oblíbená je její černobílá kompozice šišek v jezírku s názvem High Sierra Pool (Yosemite, 1950): "Tóny šišek ukázaly její zručnost fotografky a její mistrovství v technice." 
Rondal Partridge, syn slavné fotografky Imogen Cunninghamové, shrnul Dody jako „nejvíce soustředěného člověka, kterého jsem kdy potkal. Rychle uvažovala; znala „kdo, co, kdy a kde“ fotografické kompozice a věděla, kde je duha... a šla za ní.“
Slavní fotografové manželé Michael A. Smith a Paula Chamlee si pamatují její horlivý způsob prohlížení fotografií.  Smith se s ní setkal v roce 1975, než se jeho práce stala uznávanou. Dody si pečlivě prohlédla jeho tisky hlubokým, zamyšleným způsobem a řekla, že jsou dobré, ale něco tomu chybí. Zjistila, že kvalita tisku je špatná kvůli fotografickému papíru, který používal. Dal na její radu, začal používat jiný tiskový papír a v jeho úspěchu došlo k výrazné změně.

## Fotografické řemeslo podle jejích vlastních slov
Pokud jde o přístup Dody k řemeslu, reflektuje jej ve svých osobních dokumentech (80. léta):
K fotografii jsem vždy přistupovala jako umělkyně. První věc, kterou jsem se o fotografii dozvěděla, bylo, že je to vidění - pre-vizualizace - okem a ne aparátem fotoaparátu. Každý se může nejprve naučit základní mechaniku, ale pak bude experimentovat. Pro začátek fotografujte to, co víte, ale zkuste se dívat, abyste viděli novým okem. Obrázky jsou všude kolem nás - na našem vlastním dvorku. Mám ráda spíše hledání než hromadění (inscenování uspořádání toho, co je fotografováno) – jako věčná honba za pokladem.“ 
Dody byla zpočátku ovlivněna černobílou fotografií – a byla to její první láska. Když zvládla své dovednosti v oblasti vyvolávání v temné komoře, uvádí ve svých žurnálech:
Nikdy jsem si neuvědomila, že tato prakticky nekonečná škála přechodných odstínů černé a bílé představuje jedinečný fenomén...který se nevyskytuje v žádném jiném médiu v celé historii umění...tato stupnice šedi, kterou zkušený fotograf... - nezáleží na vzhledu původního předmětu - může se rozpínat nebo smršťovat jako akordeon neznámé, ale proměnlivé délky do značné míry podle libosti." 

## Dědictví
Z mnoha rozhovorů s Dody a s rodinnými příslušníky je jasné, že tématem jejího života byla svoboda objevovat svou kreativitu, sdílet své poznatky se světem a povzbuzovat mladé lidi, aby zdokonalovali své tvůrčí schopnosti. Ti, kteří ji znali, ji popisují jako nadanou a mistrovskou přenašečku toho, co je zachyceno v oku a objektivu. Dody by tento proces popsala jako magický převod své vize na obyčejný bílý fotografický papír.
Dody zemřela ve svém sídle v Los Angeles v Kalifornii 14. října 2012. Bylo jí 89 let.
V srpnu 2013 Thompson Family Trust daroval 491 originálních černobílých a barevných výtisků jejích fotografií a jejího archivu dokumentů Scripps College, Claremont, Kalifornie. V září 2014 Thompson Family Trust daroval 234 originálních černobílých a barevných výtisků autorčiných fotografií Center for Creative Photography v Tucsonu, AZ. V září 2016 Helen Harrisonová darovala přibližně 150 černobílých a barevných výtisků autorčiných fotografií spolu s kopiemi Inland Empire Museum of Art v San Bernardino County v Kalifornii.

## Fotografické kamery
Během své kariéry Dody pracovala s několika kamerami.
Velký formátAgfa 4 x 5"
Střední formát
Copal 2 ¼ x 3 ¼ Zenza Bronica 6 x 4,5, 6 x 6 & 6 x 7 cm Polaroid 95 Land Camera Yashicaflex TLR
Malý formátOlympus 35mm Yashica Copal

## Všeobecné údaje
Oblasti fotografie, kterými se zabývala
- Výtvarná fotografie
- Fotografování krajiny
- Fotografie zátiší
- Portrétní fotografie
- Abstraktní fotografie
- Moderní fotografie

Rodina
- Brett Weston (bývalý manžel), fotograf
- Edward Weston (bývalý tchán), fotograf
- Abraham „Harry“ Harrison (otec), filmař
- Hilda Rosenfieldová Harrisonová (matka), vládní zaměstnankyně
- Daniel M. Thompson (manžel), jednatel letecké společnosti
- Alvin B. Harrison (bratr), architekt
- Helen C. Harrisonová (neteř, osobní konzervátor, správce majetku), univerzitní profesor

Pozoruhodné portrétované osobnosti
- Edward Weston
- Ansel Adams
- Brett Weston
- Charis Wilsonová

## Dílo
Nejoblíbenější fotografická díla
- Edward Weston v Rhyolite, čb, Nevada, 1948
- Ghost Town Kitchen, čb, Rhyolite, Nevada, 1948
- Pool with Log, čb, Yosemite, California 1949
- High Sierra Pool, čb, Yosemite, Kalifornie, 1950
- Listy, čb, Garrapata, Kalifornie, 1951
- Bílá duna č. 1, čb, Oceano, Kalifornie, 1951
- Černá duna č. 3, čb, Oceano, Kalifornie, 1952
- Lávové skály, čb, Greasewood, Owens Lake, Kalifornie, 1952
- Edward's Desk at Wildcat Hill, čb, Carmel, California, 1954
- Edward's Mailbox at Wildcat Hill, čb, Carmel, California, 1953
- Scéna kanálu s 'Eros', barva, Benátky, Itálie, 1976
- Ferro No. 1, Color, Benátky, Itálie, 1977
- Rusted Metal Drum, California Desert, Color, Near Owens Lake, California, 1988

### Fotografická díla
Některé z jejích nejoblíbenějších fotografických děl zahrnují:
- Edward Weston v Rhyolite, Nevada, čb, 1948
- Ghost Town Kitchen, Rhyolite, Nevada, čb, 1948
- Pool with Log, Yosemite, California, čb, 1949
- Černá duna č. 3, Oceano Dunes, Kalifornie, čb, 1952
- Porch, Marin County, Kalifornie, čb, 1952
- High Sierra Pool, Yosemite, Kalifornie, čb, 1950
- Listy, Garrapata, Kalifornie, čb, 1951
- Bílá duna č. 1, Oceano, Kalifornie, čb, 1951
- Lávové skály, Greasewood, Owens Lake, Kalifornie, čb, 1952
- Brett in the Dunes, White Sands, Nové Mexiko, čb, 1952
- Edward's Desk at Wildcat Hill, Carmel, California, čb, 1954
- Edward's Mailbox at Wildcat Hill, Carmel, California, čb, 1953
- Canal Scene with 'Eros', Benátky, Itálie, barva, 1976
- Ferro č. 1, Benátky, Itálie, Barva, 1977
- Rusted Metal Drum, California Desert, Near Owens Lake, California, Color, 1988

Mezi její černobílé portréty patří portréty Ansela Adamse, Edwarda Westona a Bretta Westona.
Publikované fotografie
- Aperture (Vol. 1., č. 3, 1949)
- Aperture (Cover Photograph, Vol. 2, No. 2, 1952; Lávové skály, 1952)
- Aperture (Vol. 2, No. 3, 1952; Pool with Log, 1949 pro článek „Photography as Art“)
- Americká fotografie (leden 1951 a březen 1951)
- Photography of the World (Heibonsha Publishers, Tokio, Japonsko, 1958, vázaná kniha)
- Photo Monde, Paříž (1960)
- Americký fotoaparát (1957 a 1961)
- Americký fotoaparát, tahitské fotografie (1961)
- Frontispis pro "Edward Weston: Plamen uznání", ed. Nancy Newhall (1965)
- Time-Life Books of Photography, „The Great Themes“ (1970)
- Time-Life Books of Photography, „The Great Themes“ (1975)
- Katalog umění Monterey Peninsula Museum of Art, „The Monterey Photographic Tradition: The Weston Years“ (1986)
- "Dody Westonová Thompsonová: Fotografie, Monterey Peninsula Museum of Art", úvod Richard Gadd, výkonný ředitel (1997)

Samostatné výstavy
- Santa Barbara Museum of Art, CA (1949, 1981)
- Chicago Institute of Design, IL (1950)
- Dům George Eastmana (Inter'l Museum of Photography), Rochester, NY (1955)
- Stephen White Gallery, Los Angeles, CA (1976)
- Otis Art Institute, Los Angeles, CA (1980)
- Rio Hondo College, Whittier, CA (1981)
- Umělecká asociace Palos Verdes, Palos Verdes, CA (1984)
- Monterey Peninsula Museum of Art v Kalifornii (1986-88, 1997-98)
- The Levin Gallery, Monterey, CA (červenec–září 1997)
- The Art Gallery, Chico State University, Chico, CA (únor–březen 1998)
- The Carnegie Museum of Art, Oxnard, CA (prosinec 1999–únor 2000)
- The Clark Humanities Museum, Scripps College, Claremont, CA (duben–květen 2016)

Skupinové výstavy
- The San Francisco Museum of Modern Art „Perceptions“ (Bay Area Photographers), San Francisco, CA, (1954)
- Smithsonian Museum, Washington, DC, „Perceptions“, který také cestoval po Evropě (1955-57)
- Galerie výtvarného umění, „Creative Photography“, University of Kentucky (60. léta)
- The Print Gallery, „Creative Photography“ (později Josephus Daniels Gallery), Carmel, CA (1979)
- Los Angeles Institute of Contemporary Art, Los Angeles, CA (1980)
- Pasadena City College Gallery, Pasadena, CA (1981)
- Los Angeles County Museum of Art, Los Angeles, CA (1981)
- Santa Barbara Museum of Art, Santa Barbara, CA (1981)
- UCLA Grunewald Center for Graphic Arts, Los Angeles, CA (1981)
- Minneapolis Institute of Art, Minneapolis, MN (1981)
- Cypress College Gallery, "California and West Coast Photography", Cypress, CA (1982)
- Montgomery Gallery of Claremont Colleges, Claremont California, prostřednictvím Pomona College Art Department (1983)
- Monterey Peninsula Museum of Art, Monterey, CA, poté putovní výstava v Jižní Americe a Izraeli (1986-88)
- Centrum pro kreativní fotografii, Tucson, AZ, „Essential Art“, Travelling Show (1993–1994)
- Los Angeles Valley College, Los Angeles, CA, "Perceptions, Bay Area Photography, 1945-1960" (2006)
- Allentown Art Museum, Allentown, PA, „Weston's Women: Cycles of Influence“ (2015)

Fotografie ve veřejných sbírkách
- George Eastman House, Rochester, New York (1955)
- Chicago Institute of Design (1950)
- McAlpin Collection of Princeton University
- Muzeum moderního umění
- Muzeum umění Santa Barbara
- Muzeum umění okresu Los Angeles (1981)
- Muzeum fotografie Karuizawa v Japonsku (1992)
- Monterey Peninsula Museum of Art v Kalifornii, (1986-88 a 1998)
- Centrum pro kreativní fotografii v Tucsonu, AZ (1993)
- Mezinárodní muzeum fotografie, Rochester, New York
- VanDeren Coke Collection na University of New Mexico
- Minneapolis Institute of Art
- The Chandler Gallery of Scripps College (2013)
- Wilsonovo centrum, Los Angeles (2013)
- Centrum kreativní fotografie (2014)
- Muzeum umění Inland Empire (2016)

Hostující kurátorka
- S Natou Piaskowski pro „Perceptions“, hlavní skupinovou výstavu fotografů z oblasti San Francisca v Muzeu moderního umění v San Franciscu. Později šířeno po dobu jednoho roku v Smithsonian Institution Museum, 1954 a 1955

Publikace
- Napsala úvod a upravila části deníků Edwarda Westona pro „My Camera on Point Lobos“ od Edwarda Westona, 1949 a 1985.
- "Weston, Adams, Strand," American Photography, leden 1951
- "Brett Weston, fotograf," American Photography, září 1952
- “Photography As Art: Personal Opinions,” Aperture, Vol. 1, č. 3, říjen 1952
- Článek „Perceptions“ o „Výkladu vnímání“, US Camera, srpen 1954
- “Perceptions” Článek o “Perceptions Exhibit”, Aperture, sv. 2, č. 4
- "Brett Weston, fotograf," American Photography, září 1954
- Kapitola o Pearl Buck pro americké laureáty Nobelovy ceny za literaturu, French & Kidd, eds., University of Oklahoma Press, 1968
- “Edward Weston: A Memoir,” Malahat Review, University of Victoria, BC, Kanada, 1970 a 1972
- „Edward Weston“ bez názvu č. 1, první vydání, Přátelé fotografie, Carmel, Kalifornie, 1972
- „Úvod do portfolia krajiny“ : Fotografie Donalda Rosse, 1979
- „Proč ten fotograf pracuje na hřbitově: Poznámky k zobrazování smrti“, Journal of the Los Angeles Institute of Contemporary Art, únor 1979
- „Padesátá léta západního pobřeží“, Exposure, Issue 18:2, 1981
- Esej Dody Westonové Thompsonové v Brett Weston: Osobní výběr, Fotografie West Graphics, Carmel, Kalifornie, 1986
- „Talking With Edward“, Katalog muzea umění Monterey Peninsula pro „The Photographs of Dody Weston Thompson Exhibit“, Carmel, Kalifornie, 1997
- „Edward Weston: Mýty a vzpomínky“, Esej Dody Westona Thompsona v knize Edward

Weston: Životní dílo. Fotografie ze sbírky Judith G. Hochbergové a Michaela P. Mattise, Sarah M. Loweové a Dody Westona Thompsona, Lodima Press, první vydání, 2003
Produkce
- "The Naked Eye", Lou Stoumen Production, Camera Eye Pictures, Los Angeles, Kalifornie, 1956, dokumentární film nominovaný na Oscara, výzkumník a konzultant
- "The True Story of the Civil War", Lou Stouman Production, Camera Eye Pictures, Los Angeles, Kalifornie, 1957, dokumentární film oceněný Oscarem, výzkumník
- " Operation Dames ", Lou Stouman Production, Camera Eye Pictures, Los Angeles, CA, 1959, vedoucí scénáře
- "Prehistoric America", Lou Stoumen Production, Camera Eye Pictures pro McGraw-Hill, Los Angeles, Kalifornie, 1960, výzkumník.

## Ceny a ocenění
- 1949: Tvůrčí účast s fotografickými členy skupiny f/64
- 1950: ZakladatelKA časopisu Aperture
- 1952: SpoluvítězKA ceny Alberta M. Bendera za tvůrčí práci ve fotografii
- 1956: Screen Credit, dokument nominovaný na Oscara, The Naked Eye, Lou Stoumen Production, Camera Eye Pictures
- 1957: Screen Credit, Oscarem oceněný dokument, The True Story of the Civil War, Lou Stoumen Production, Camera Eye Pictures
- 2006: Osvědčení o uznání, zákonodárné shromáždění státu Kalifornie

## Články a videa
Publikované články a videa o Dody Westonové Thompsonové
- Time.com: In memoriam: "Fotografové, kteří zemřeli v roce 2012"[28]
- Richard W. Gadd, Dody Weston Thompson Photographs, 1. ledna 1997, 23 stran (dostupné na amazon.com)
- Ira Latour, „Mind and Eye“, Dody Weston Thompson Photographs, Monterey Museum of Art, Monterey, Kalifornie, 14. června – 31. srpna 1997.
- Steven Lewis, „Interview with Dody Weston Thompson“, Mezinárodní muzeum fotografie v George Eastman House, vedené 3. prosince 1976 v Los Angeles, Kalifornie, 50 stran.
- Josef Woodard, Famous Name Looms Large in Show of Dody Weston Thompson's Work, Los Angeles Times, Now Section, 6. února 2000.[29]
- "V centru Weston Circle: Dody Westonová Thompsonová", Black & White Magazine, č. 37, červen 2005, autor neznámý.[30]
- Robert L. Backstrand a Helen C. Harrison, "Exposures: The History of American Landscape Photography," Část 1 a 4, 26. ledna 2007.[31]
- Daniel Cooney, Associate Insights: The Collection of Dody Weston Thompson, video na iGavel Auctions, Manhattan, New York, 2012.[32]